# Barmer TV 1846 Wuppertal
Der Barmer TV 1846 ist ein Sportverein aus Wuppertal. Er besteht aus Abteilungen für Leichtathletik, Basketball, Rollsport, Tischtennis, Kunstturnen, Cheerleading, Fußball, Gymnastik, Handball, Jedermann-Sport, Nordic-Walking-Treff, Prellball, Ski- und Orientierungslauf, Stunt, Aerobic, Taekwondo und Tanzen. Der Verein hat etwa 1600 Mitglieder (Stand 2017).

## Geschichte

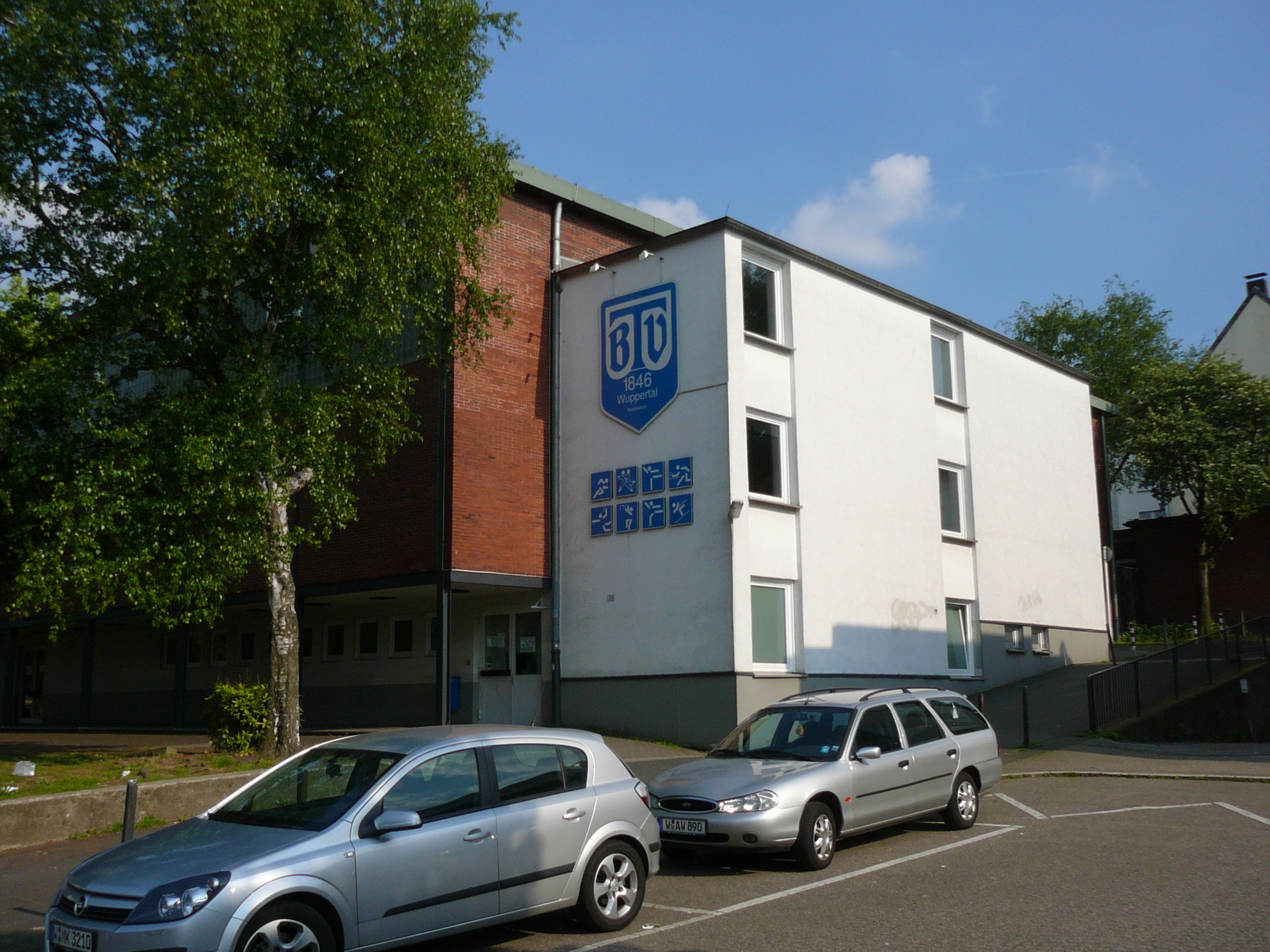
Die Sporthalle des BTV an der Heckinghauser Straße

Am 1. Oktober 1846 gründeten aktive Wuppertaler Turner den Verein Barmer TV 1846, der damit der älteste Sportverein Wuppertals ist. Erster Vorsitzender war der Fabrikant Heinrich Colsmann. Gab es anfangs nur die Sparte Turnen und Fechten, kamen Anfang 1900 Tennis, Schlagball, Musik und Leichtathletik hinzu. 1913 wechselte eine komplette Fußballabteilung in den BTV. Ende der 1940er Jahre verfügte der Verein zudem über eine Ski- und Orientierungslauf-Abteilung. Es folgten die Handball-, die Hockey- und die Basketballabteilung.
Ende der 1970er Jahre mussten mangels Interesse die Fecht- und die Hockeyabteilung schließen.

## Erfolge
Insbesondere die Leichtathleten und die Basketballerinnen des Vereins erzielten nationale und internationale Titel.

### Leichtathletik
Die Leichtathletikabteilung feierte 1932 ihre ersten nationalen Erfolge. Mit Kurt Lohmann über 200 Meter, Ewald Vach über 800 Meter und in der 4-mal-100-Meter-Staffel gelangen Athleten des BTV Siege bei nationalen Meisterschaften. Emmy Albus lief mit der Nationalstaffel einen neuen Weltrekord. Eine olympische Goldmedaille verpasste sie bei der Olympiade 1936 in Berlin nur knapp, da die in Führung liegende Schlussläuferin der deutschen Staffel den Stab verlor.
Der Verein stellte zudem 1940 mit Hans Emde, Werner Lueg und Friedel Stracke die Staffel-Weltrekordler über 3 × 1000 Meter und mit Weltrekordler Werner Lueg den Bronzemedaillengewinner im olympischen 1500-m-Endlauf 1952.
Mit Christa Vahlensieck stellte der Verein von 1975 bis 1980 die weltbeste Marathonläuferin. Sie verbesserte mehrmals den Weltrekord und schraubte ihn auf 2 Stunden 33 Minuten. Zudem gewann sie zweimal den bekannten Silvesterlauf in São Paulo.

### Damen-Basketball
Einen weiteren Glanzpunkt der Vereinsgeschichte setzte die von Renate und Joachim Kehrenberg geleitete Damenbasketball-Abteilung des BTV. Dem ersten Deutschen Meistertitel 1989 folgten die Serien-Meisterschaft 1993 bis 2002. In den Jahren 1989 und 1992 bis 2002 wurden die Wuppertalerinnen zudem Deutsche Pokalsiegerinnen. International konnte der BTV Wuppertal als einzige deutsche Damen-Basketball-Mannschaft bislang einen internationalen Titel erringen. 1996 und 1997 standen die Basketballerinnen im Finale der Euroleague und konnten diese 1996 gewinnen.
Bekannte Spielerinnen des Vereins waren neben den Lokalmatadorinnen und Zwillingen Petra und Martina Kehrenberg die deutsche Ausnahmespielerin Marlies Askamp, Ute Krätschmann, Sophie von Saldern, die Französin Nathalie Lesdema sowie die Australierinnen Carla Boyd, Sandra Brondello, Kristi Harrower und Michele Timms.
Im Jahre 2000 wurde die Damenbasketballabteilung aus steuerlichen Gründen aus dem Hauptverein ausgegliedert. Unter der Leitung Renate Kehrenbergs und des späteren DBBL-Geschäftsführers Jürgen Kofner († 25. April 2008) firmierte das Erstligateam bis zum Jahre 2002 unter Goldzack Wuppertal. Nach dem Ausstieg des Hauptsponsors Gold-Zack Werke kam 2002 das endgültige Aus für das „Wuppertal Wings“ genannte Erstligateam.

## Bekannte Vereinsmitglieder
- Marlies Askamp (* 1970), Basketballnationalspielerin, 1994–2001
- Martin Buß (* 1976), Leichtathlet, 2005–2006
- Andrea Harder (* 1977), Basketballnationalspielerin, 1994 bis Saison 1998/1999
- Martina Kehrenberg (* 1966), Basketballnationalspielerin, –2002
- Petra Kremer (geborene Kehrenberg) (* 1966) Basketballnationalspielerin
- Roli-Ann Nikagbatse (* 1984), Basketballnationalspielerin, 2002–2003
- Christa Vahlensieck (* 1949), Langstreckenläuferin
- Wolfgang Killing (* 1953)
- Christina Hahn (* 1980)